# Piccola Dora
La Piccola Dora (in francese La Doire) è uno dei due rami sorgentizi della Dora Riparia.

## Percorso
La Piccola Dora nasce nel territorio del comune di Montgenèvre (FR) tra i monti Chenaillet e Gimont. Scende inizialmente in direzione nord-ovest poi, in vista del capoluogo comunale, ruota verso nord-est e, entrata in territorio italiano, lambisce il centro abitato di Claviere. Il torrente si incunea nelle Gole di San Gervasio e, dopo avere formato alcune cascate ed essere stato sovrappassato dalla SS 24, va ad unirsi con la Ripa a Cesana Torinese, dando così origine alla Dora Riparia.

## Affluenti principali
- In sinistra idrografica:

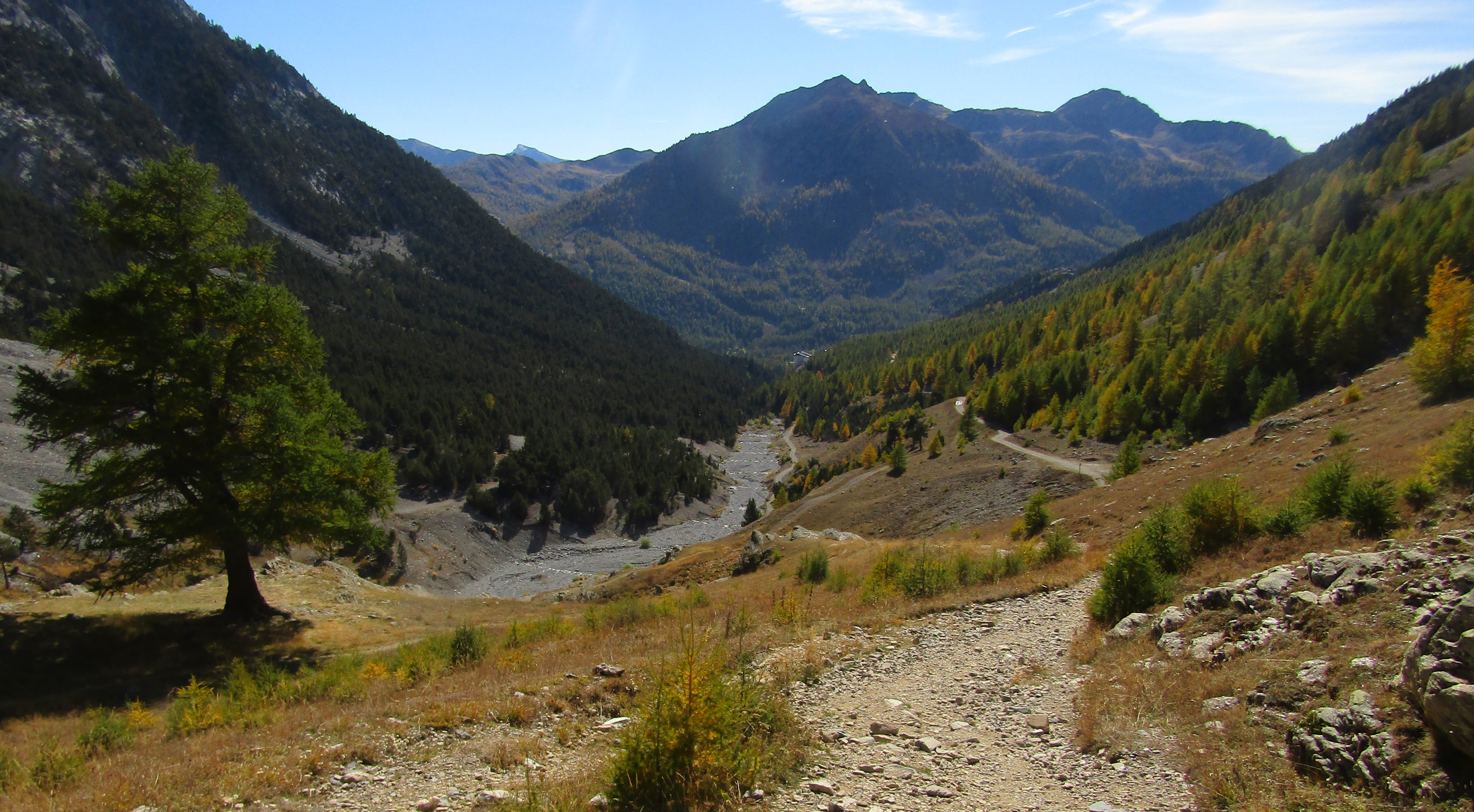
Il vallone del Rio Secco

  - Torrent de la Ruine - nasce dalla versante meridionale della Tête des Fournéous, raccoglie le acque provenienti dal Vallon de l'Alpet e raggiunge la Piccola Dora appena a est di Montgenèvre[3];
  - Rio Secco - nasce tra il Pic du Lauzin e la Pointe des Trois Scies e confluisce nella Piccola Dora a Claviere[3].
- In destra idrografica:
  - Rio Gimont - nasce tra il monte Gimont e la cima Saurel e, scendendo verso, nord bagna l'omonimo Vallone Gimont, andando a confluire nella Piccola Dora poco a est di Claviere[5]. Riceve in destra idrografica l'emisario del piccolo Lago Rascià.

## Storia
La parte più alta dell'asta fluviale e del bacino della Piccola Dora, pur facendo idrograficamente parte del bacino del Po, appartenevano al territorio francese già prima del ritocco dei confini operato con il trattato del 1947 dopo la fine della Seconda guerra mondiale, come era stato ribadito dopo alcune controversie nel trattato di Parigi del 1814.

## Attività sportive
Nei pressi di Claviere un ponte tibetano di 544 metri di lunghezza, considerato il terzo più lungo del mondo, attraversa la Piccola Dora.
Nel 2008 un gruppo di istruttori di alpinismo del Corpo degli Alpini ha attrezzato per l'arrampicata una parete nelle gole di San Gervasio.